# Suomisaundi
Suomisaundi é umas das variantes menos conhecidas do mundo da música eletrônica. Trata-se de uma subvertente oriunda da Finlândia do trance psicodélico, com estilo livre de composição. Seu nome se refere a sua origem, onde Suomi significa neste caso finlandês e Saundi uma forma equivocada da palavra de origem inglesa sound, som. Sendo assim, suomisaundi pode ser traduzido como o som finlandês.

## Gênero musical
Além da Finlândia, o estilo "suomi" de música trance, é produzido em outras regiões do mundo, como na Austrália e na Nova Zelândia, e nestes locais esta variante é popularmente conhecida como trance psicodélico Freeform ou suomi, mesmo que não tenha nenhuma ligação com a Finlândia. O estilo livre de composição do suomi se destaca já que a grande maioria dos diversos tipos de música eletrônica seguem um padrão bem estrito, com componentes ainda mais estritos como as batidas de 4 em 4. Este estilo não possui limites de criação, podendo ter influências do Goa e  do Acid como também dos videogames, sons e estilos das últimas décadas, principalmente dos anos 80.
As músicas em geral possuem sons estranhos ao ouvido, com efeitos, barulhos, breaks e samples em finlandês ou inglês, diferindo bastante da cena mainstream do trance psicodélico europeu e israelense.

## Popularização
A partir do ano 2000, o Suomisaundi sobreu uma grande popularização mundial. Diversos artistas começaram a ser divulgados pelo mundo e muitos deles de fato fizeram apresentaçoes mundo afora. Grandes gravadoras surgiram e até hoje trabalham em função somente deste estilo de trance. A ajuda da internet é inegável. Sites como mikseri.net e Thixx'n'Dixx disponibilizaram faixas abrindo portas para muitos artistas.

## Artistas de destaque
- Calamar Audio
- Eraser vs Yöjalka
- Exuus
- Flying Scorpions
- G.A.D
- Huopatossu Mononen
- I.L.O.
- Kirna
- Lemon Slide
- Luomuhappo
- Mandalavandalz
- Masatronics
- Mullet Mohawk
- Hipersonic Whomen
- Okta
- Haltya
- Omituisten Otusten Kerho
- Pavel Svimba
- Pelinpala
- Pentti Slayer
- Poly 61
- Salakavala
- Shiwa 2000
- Squaremeat
- Summamutikka
- Tea Chairs
- Texas Faggott
- Torakka
- Vihtahousu
- Ukkonoa
- Kova - Brazil